# Amputechture
Amputechture — третий студийный альбом американской прогрессивной рок группы the Mars Volta. Был выпущенн 12 сентября 2006 года на лейблах Gold Standard Laboratories и Universal Records. Спродюсирован гитаристом и автором песен Омаром Родригес-Лопесом, последний альбом барабанщика Джона Теодора в составе группы и первый студийный альбом с участием гитариста и клавишника Пола Инохоса.
Альбом дебютировал под номером 9 в Billboard 200, было продано более 59 000 копий за первую неделю и примерно 400 000 копий по состоянию на 2009 год.

## Обзор

### Производство
Альбом был записан в Лос-Анджелесе, Эль-Пасо и Мельбурне, в конце 2005 — начале 2006 года. Спродюсирован гитаристом и автором песен Омаром Родригес-Лопесом; сведение занимался Ричем Кости.
Первая студийная запись группы с соучастником по группе At the Drive-In —Полом Инохосом, а также последний с барабанщиком Джоном Теодором.

## Критика
| Совокупная оценка    | Совокупная оценка |
| Источник             | Оценка            |
| -------------------- | ----------------- |
| Metacritic           | (61/100)          |
| Оценки критиков      |                   |
| Источник             | Оценка            |
| Allmusic             | [ 3 ]             |
| Blender              | [ 4 ]             |
| Drowned in Sound     | (7/10)            |
| Entertainment Weekly | B                 |
| Los Angeles Times    | [ 7 ]             |
| NME                  | (5/10)            |
| The Observer         | [ 9 ]             |
| Pitchfork Media      | (3.5/10)          |
| PopMatters           | (9/10)            |
| Rolling Stone        | [ 12 ]            |
| Sputnikmusic         | (4/5)             |
| Stylus               | C−                |

## Треклист
| №                   | Название               | Длительность |
| ------------------- | ---------------------- | ------------ |
| 1.                  | «Vicarious Atonement»  | 7:19         |
| 2.                  | «Tetragrammaton»       | 16:41        |
| 3.                  | «Vermicide»            | 4:16         |
| 4.                  | «Meccamputechture»     | 11:03        |
| 5.                  | «Asilos Magdalena»     | 6:34         |
| 6.                  | «Viscera Eyes»         | 9:23         |
| 7.                  | «Day of the Baphomets» | 11:57        |
| 8.                  | «El Ciervo Vulnerado»  | 8:50         |
| Общая длительность: | Общая длительность:    | 76:03        |

Примечания
- " Vicarious Atonement" - это теория о том, что искупление Иисуса Христа было законным в глазах Бога и что Иисус умер вместо людей, которые согрешили.
- "Тетраграмматон" — отсылка к четырехбуквенному еврейскому имени יהוה (Латинскими буквами тетраграмма транскрибируется как IHVH или YHWH или JHWH.) для Бога иудаизма.
- "Vermicide" — это любое вещество, используемое для уничтожения червей, особенно в кишечнике, или для уничтожения червей.
- "Meccamputechture" - это Словослияние Мекка (самый священный город в Исламистской вере), Ампутация,  Технология и Архитектура.
- "Asilos Magdalena" по-испански означает Приют Магдалины.
- "Baphomet" — это объект, используемый для идолопоклонства, который также путают с популярными изображениями Сатаны.
- "El Ciervo Vulnerado" в переводе с испанского означает "Раненый олень".

1. По-испански «ciervo» означает «олень», хотя произносится оно так же, как и «siervo».
2. В Reina-Valera издании Библии 1960 года Иисус упоминается как «El Siervo que fue vulnerado» или «Слуга, который был ранен».

## Синглы
- "Viscera Eyes" (2006)
- "Vicarious Atonement" (Только Промо-издание) (2006)

## Участники
1. The Mars Volta

- Омар Родригес-Лопес - гитары, бас (Текст трека «Meccamputechture»), ситар («El Ciervo Vulnerado»), направление
- Седрик Бикслер-Завала — вокал, танпура в («El Ciervo Vulnerado»)
- Хуан Альдельте — бас-гитара
- Джон Теодор — ударные
- Марсель Родригес-Лопес - перкуссия, клавишные, синтезаторы, барабаны (Текст трека "Meccamputechture")
- Исайа "Айки" Оуэнс - клавишные
- Адриан Террасас-Гонсалес - флейта, тенор-саксофон, бас-кларнет, перкуссия
- Джон Фрушанте — ритм-гитара, соло-гитара
- Пол Инохос — обработка звука

1. :Приглашённые музыканты'

- Сара Кристина Гросс — саксофон в «Meccamputechture»

1. Записывающий персонал

- Омар Родригес-Лопес - продюсер
- Джонатон Дебаун — звукоинженер
- Роберт Карранса — звукоинженер
- Пол Фиг — инженер
- Рич Кости — сведение
- Пабло Аррайя — помощник по микшированию
- Владо Меллер – мастеринг

1. Иллюстрация

- Джефф Джордан — Иллюстрация
- Сонни Кей — Разметка